# 霍利戈斯特 (新墨西哥州)
霍利戈斯特（英語：Holy Ghost）是位於美國新墨西哥州聖米格爾縣的非建制地區。

## 地理
霍利戈斯特所處的海拔為高於海平面2428米（即7966英呎），而該地所採用的時區為UTC-7，即北美山地时区（MST）。同時該地設有夏令時間，為UTC-7調快一小時，即UTC-6（MDT）。